# Amerikaanse Maagdeneilanden op de Olympische Zomerspelen 2012
Amerikaanse Maagdeneilanden namen deel aan de Olympische Zomerspelen 2012 in Londen, Verenigd Koninkrijk.

## Deelnemers en resultaten
(m) = mannen, (v) = vrouwen 

### Atletiek
| Olympiër               | Onderdeel              | Resultaat | Prestatie                                             |
| ---------------------- | ---------------------- | --------- | ----------------------------------------------------- |
| Tabarie Henry          | 400m (m)               | 13e       | serie 4: 4e in 45,43 halve finale 1: 6e in 45,19      |
| Muhammad Halim         | hink-stap-springen (m) | 18e       | kwalificatie: 16,39 m                                 |
|                        |                        |           |                                                       |
| LaVerne Jones-Ferrette | 100m (v)               | 14e       | serie 7: 2e in 11,07 (NR) halve finale 1: 4e in 11,22 |
| Allison Peters         | 100m (v)               | 35e       | serie 5: 5e in 11.41                                  |
| LaVerne Jones-Ferrette | 200m (v)               | 10e       | serie 4: 2e in 22,64 halve finale 2: 4e in 22,62      |
| Allison Peters         | 200m (v)               | 23e       | serie 1: 4e in 23,00 halve finale 1: 8e in 23,35      |

### Zeilen
| Olympiër    | Onderdeel        | Resultaat | Prestatie                                                    |
| ----------- | ---------------- | --------- | ------------------------------------------------------------ |
| Cy Thompson | laser (m)        | 25e       | 203 punten (24 - 22 - 32- 23 - 17 - 21 - 16 - 26 - 36 - 22)  |
|             |                  |           |                                                              |
| Mimi Roller | laser radial (v) | 40e       | 335 punten (40 - 41 - 40 - 41 - 41 - 22 - 35 - 40 - 35 - 41) |

### Zwemmen
| Olympiër           | Onderdeel           | Resultaat | Prestatie            |
| ------------------ | ------------------- | --------- | -------------------- |
| Branden Whitehurst | 100m vrije slag (m) | 36e       | serie 4: 7e in 51,04 |

Afghanistan · Albanië · Algerije · Amerikaanse Maagdeneilanden · Amerikaans-Samoa · Andorra · Angola · Antigua en Barbuda · Argentinië · Armenië · Aruba · Australië · Azerbeidzjan · Bahama's · Bahrein · Bangladesh · Barbados · België · Belize · Benin · Bermuda · Bhutan · Bolivia · Bosnië en Herzegovina · Botswana · Brazilië · Britse Maagdeneilanden · Brunei · Bulgarije · Burkina Faso · Burundi · Cambodja · Canada · Centraal-Afrikaanse Republiek · Chili · China · Chinees Taipei · Colombia · Comoren · Congo-Brazzaville · Congo-Kinshasa · Cookeilanden · Costa Rica · Cuba · Cyprus · Denemarken · Djibouti · Dominica · Dominicaanse Republiek · Duitsland · Ecuador · Egypte · El Salvador · Equatoriaal-Guinea · Eritrea · Estland · Ethiopië · Fiji · Filipijnen · Finland · Frankrijk · Gabon · Gambia · Georgië · Ghana · Grenada · Griekenland · Groot-Brittannië · Guam · Guatemala · Guinee · Guinee‑Bissau · Guyana · Haïti · Honduras · Hongarije · Hongkong · Ierland · IJsland · India · Indonesië · Irak · Iran · Israël · Italië · Ivoorkust · Jamaica · Japan · Jemen · Jordanië · Kaaimaneilanden · Kaapverdië · Kameroen · Kazachstan · Kenia · Kirgizië · Kiribati · Koeweit · Kroatië · Laos · Lesotho · Letland · Libanon · Liberia · Libië · Liechtenstein · Litouwen · Luxemburg · Macedonië · Madagaskar · Malawi · Maldiven · Maleisië · Mali · Malta · Marshalleilanden · Marokko · Mauritanië · Mauritius · Mexico · Micronesië · Moldavië · Monaco · Mongolië · Montenegro · Mozambique · Myanmar · Namibië · Nauru · Nederland · Nepal · Nicaragua · Nieuw-Zeeland · Niger · Nigeria · Noord-Korea · Noorwegen · Oeganda · Oekraïne · Oezbekistan · Oman · Oostenrijk · Oost-Timor · Pakistan · Palau · Palestina · Panama · Papoea-Nieuw-Guinea · Paraguay · Peru · Polen · Portugal · Puerto Rico · Qatar · Roemenië · Rusland · Rwanda · Saint Kitts en Nevis · Saint Lucia · Saint Vincent en Grenadines · Salomonseilanden · Samoa · San Marino · Sao Tomé en Principe · Saoedi-Arabië · Senegal · Servië · Seychellen · Sierra Leone · Singapore · Slovenië · Slowakije · Soedan · Somalië · Spanje · Sri Lanka · Suriname · Swaziland · Syrië · Tadzjikistan · Tanzania · Thailand · Togo · Tonga · Trinidad en Tobago · Tsjaad · Tsjechië · Tunesië · Turkije · Turkmenistan · Tuvalu · Uruguay · Vanuatu · Venezuela · Verenigde Arabische Emiraten · Verenigde Staten · Vietnam · Wit-Rusland · Zambia · Zimbabwe · Zuid-Afrika · Zuid-Korea · Zweden · Zwitserland · Onafhankelijke atleten